# Jonathan Leko
Jonathan Leko, né le 24 avril 1999 à Kinshasa (RD Congo), est un footballeur anglais qui évolue au poste d'attaquant au Burton Albion prêté par Milton Keynes Dons.

## Biographie
Né à Kinshasa (RD Congo), Jonathan Leko arrive en Angleterre alors qu'il est âgé de huit ans.

### West Bromwich Albion
Il intègre le centre de formation de West Bromwich Albion en 2010, alors qu'il est âgé de onze ans. Le 23 septembre 2015, il prend part à son premier match avec l'équipe première lors d'un match de League Cup face à Norwich City (défaite 3-0). Le 2 avril 2016, Leko dispute sa première rencontre de Premier League face à Sunderland (0-0).

### Prêt à Bristol City
Le 28 août 2017, Leko est prêté à Bristol City jusqu'à la fin de la saison. Il retourne cependant à West Brom dès le mois de janvier 2018, après avoir pris part à onze matchs avec Bristol.

### Après
Le 13 janvier 2023, il rejoint Milton Keynes Dons.
Le 26 janvier 2024, il est prêté à Burton Albion.

## Statistiques
| Saison                | Club                     | Championnat           | Championnat | Championnat | Championnat | Coupe nationale | Coupe nationale | Coupe nationale | Coupe de la Ligue | Coupe de la Ligue | Coupe de la Ligue | Play-offs | Play-offs | Play-offs | Total | Total | Total |
| Saison                | Club                     | Division              | M.          | B.          | P.d.        | M.              | B.              | P.d.            | M.                | B.                | P.d.              | M.        | B.        | P.d.      | M.    | B.    | P.d.  |
| 2015-2016             | West Bromwich Albion     | Premier League        | 5           | 0           | 1           | -               | -               | -               | 1                 | 0                 | 0                 | -         | -         | -         | 6     | 0     | 1     |
| 2016-2017             | West Bromwich Albion     | Premier League        | 9           | 0           | 1           | -               | -               | -               | -                 | -                 | -                 | -         | -         | -         | 9     | 0     | 1     |
| 2017-2018             | West Bromwich Albion     | Premier League        | -           | -           | -           | -               | -               | -               | 1                 | 0                 | 0                 | -         | -         | -         | 1     | 0     | 0     |
| 2018-2019             | West Bromwich Albion     | Championship          | 2           | 0           | 0           | 2               | 0               | 0               | 2                 | 1                 | 0                 | 1         | 0         | 0         | 7     | 1     | 0     |
| Sous-total            | Sous-total               | Sous-total            | 16          | 0           | 2           | 2               | 0               | 0               | 4                 | 1                 | 0                 | 1         | 0         | 0         | 23    | 1     | 2     |
| 2017-2018             | Bristol City (prêt)      | Championship          | 11          | 0           | 1           | -               | -               | -               | -                 | -                 | -                 | -         | -         | -         | 11    | 0     | 1     |
| 2019-2020             | Charlton Athletic (prêt) | Championship          | 21          | 5           | 4           | -               | -               | -               | -                 | -                 | -                 | -         | -         | -         | 21    | 5     | 4     |
| Sous-total            | Sous-total               | Sous-total            | 32          | 5           | 5           | 0               | 0               | 0               | 0                 | 0                 | 0                 | -         | -         | -         | 32    | 5     | 5     |
| 2020-2021             | Birmingham City          | Championship          | -           | -           | -           | -               | -               | -               | -                 | -                 | -                 | -         | -         | -         | 0     | 0     | 0     |
| Sous-total            | Sous-total               | Sous-total            | -           | -           | -           | -               | -               | -               | -                 | -                 | -                 | -         | -         | -         | 0     | 0     | 0     |
| Total sur la carrière | Total sur la carrière    | Total sur la carrière | 48          | 5           | 7           | 2               | 0               | 0               | 4                 | 1                 | 0                 | 1         | 0         | 0         | 55    | 6     | 7     |